# Andrija Delibašić
Andrija Delibašić (Nikšić, 24 de abril de 1981 – 18 de março de 2025) foi um futebolista de Montenegro que jogava habitualmente como avançado.

## Carreira
Jogou no campeonato português em vários clubes. Foi contratado pelo Sport Lisboa e Benfica, por empréstimo, ao Real Club Deportivo Mallorca (de Espanha) no meio da temporada (2004-2005) e no fim dessa mesma época transferiu-se para o Sporting de Braga, novamente por empréstimo do Maiorca.

## Seleção
Andrija Delibašić representou a Seleção Servo-Montenegrina de Futebol nas Olimpíadas de 2004, como capitão da equipe.

## Morte
Andrija morreu no dia 18 de março de 2025, aos 43 anos, vítima de tumor.